# Derovatellus bistroemi
Derovatellus bistroemi is een keversoort uit de familie waterroofkevers (Dytiscidae). De wetenschappelijke naam van de soort is voor het eerst geldig gepubliceerd in 1981 door Brancucci.